# Prince (Schiff, 1979)
Die Prince ist eine RoPax-Fähre der griechischen Reederei European Seaways. Das Schiff verkehrte von 1979 bis 1988 unter irischer Flagge zwischen Irland, England und Wales, dann von 1988 bis 1996 unter französischer Flagge zwischen der Bretagne, England und Irland und von 1996 bis 2023 unter kroatischer Flagge in der Adria. Seit 2023 fährt das Schiff unter der Flagge Panamas.

## Geschichte

### B+I Line:Connacht
Das Schiff lief am 20. Juni 1978 auf der Werft der Verolme Cork Dockyards in Cobh, Irland, mit der Baunummer 955 und dem Namen Connacht für die British and Irish Steam Packet Company (B+I Line) vom Stapel. Es wurde im Januar 1979 abgeliefert und nahm am 7. Februar 1979 seinen Dienst auf, zunächst zwischen Cork und Swansea. Am 22. Mai 1979 wurde dieser Dienst auf die neu eröffnete Linie Cork–Pembroke Dock verlegt, die die Connacht in acht Stunden bewältigte. Im September 1980 wurde sie auf die Strecke Dublin–Liverpool verlegt, auf der ab Juli 1981 auch ihr Schwesterschiff Leinster (heute Madeleine) verkehrte. Um die Ertragssituation der defizitären Reederei zu verbessern, wurde im Frühjahr 1981 eine tägliche Hin- und Rückfahrt Dublin–Holyhead zwischen die Übernachtfahrten Dublin–Liverpool–Dublin eingeschoben. Im Frühjahr 1986 wurde die Innenausstattung der Connacht und ihres Schwesterschiffs Leinster grundlegend verändert, veranlasst durch die Umstellung von vorwiegend Nacht- auf Tagfahrten zwischen Dublin und Holyhead. Die Kabinen auf dem Oberdeck, dem bisherigen Hauptkabinendeck, wurden durch einen weiträumigen Duty-free-Shop, ein Kino und Lounges mit verstellbaren Ruhesesseln ersetzt. Das Restaurant und die Cocktail-Lounge auf dem Service-Deck wurden durch eine Selbstbedienungs-Cafeteria ersetzt, und die bisherige Cateteria wurde zu einem Restaurant umgestaltet. Am 6. Januar 1988 machte die Connacht ihre letzte Fahrt auf der Dublin-Liverpool-Route, auf der nunmehr nur noch die Leinster verkehrte, und am 12. Januar 1988 eröffnete sie die neue Strecke Rosslare Harbour–Pembroke Dock.

### Brittany Ferries:Duchesse Anne

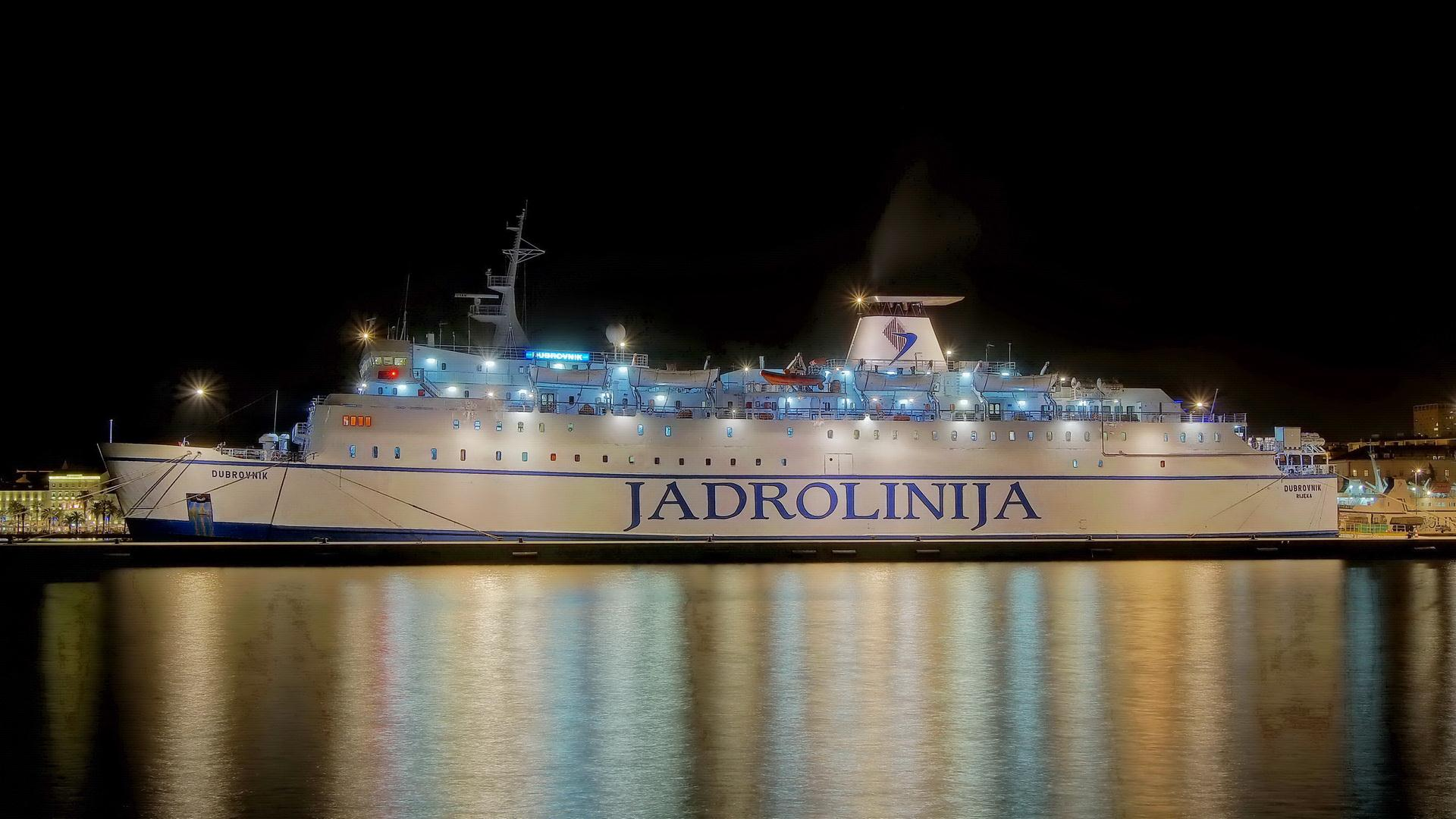
Die Dubrovnik in Split, 3. Januar 2012

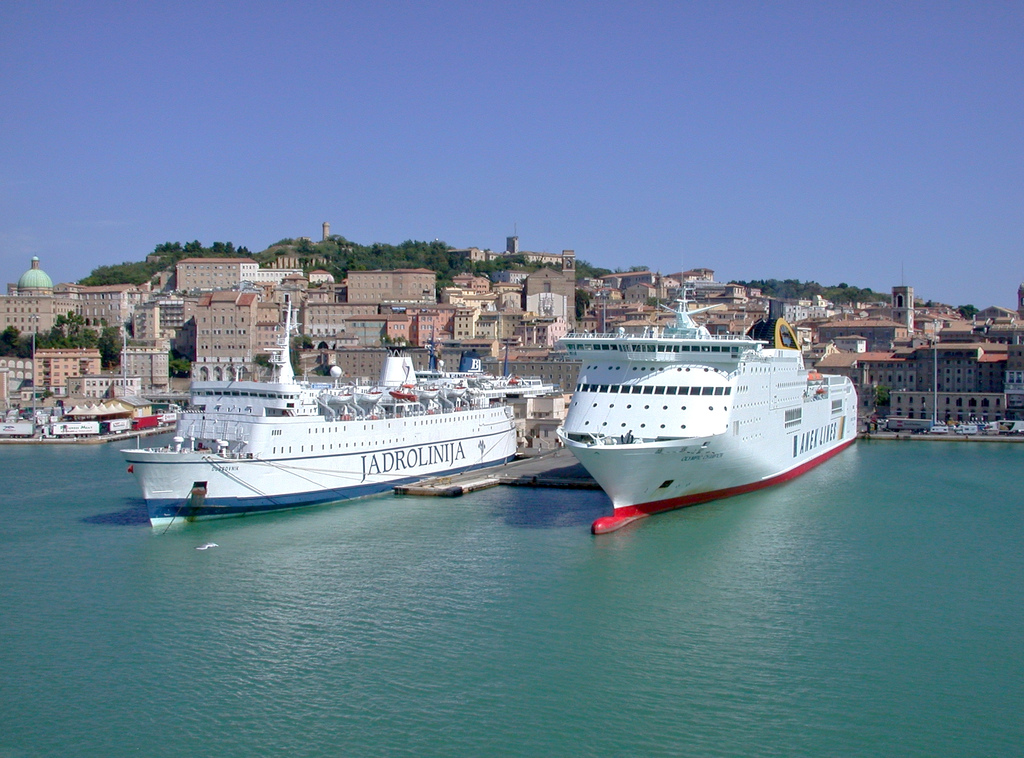
Die Dubrovnik (links) in Ancona; rechts die Olympic Champion der ANEK Lines

Im Juni 1988 zwang die prekäre Finanzlage die Reederei zum Verkauf der Connacht an die französische Société Anonyme Bretonne d’Economie Mixte d`Equipment Navale (SABEMEN), die das Schiff ihrer Schwestergesellschaft Brittany Ferries zur Bereederung übergab. Ab 3. Oktober 1988 wurde das Schiff auf der Meyer-Werft in Papenburg grundüberholt, ehe es dann unter dem neuen Namen Duchesse Anne wieder in Fahrt kam. Zuerst fuhr es einige Wochen im Januar und Februar 1989 in Charter für die Stoomvaart Maatschappij Zeeland (SMZ), die seinerzeit unter dem Namen Crown Line fungierte, zwischen Hoek van Holland und Harwich, dann aber wurde es am 13. Februar 1989 auf der Route Saint-Malo–Portsmouth von Brittany Ferries in Dienst gestellt. Ab Juni 1993, als die wesentlich größere Bretagne diese Route übernahm, fuhr die Duchesse Anne dann sowohl von Saint-Malo als auch von Roscoff nach Plymouth und nach Cork. Ab 1994 bediente sie versuchsweise auch die saisonale Strecke Saint-Malo–Poole. Mit dem Ende der Sommersaison 1996 wurde die Duchesse Anne aus dem Verkehr gezogen und im Oktober 1996 an die kroatische Fährschiffgesellschaft Jadrolinija in Rijeka verkauft.

### Jadrolinija:Dubrovnik
Das Schiff wurde umbenannt in Dubrovnik und für seine neue Aufgabe, Passagierfährdienst entlang der kroatischen Küste und über die Adria von und nach Italien, renoviert und modifiziert. Die Dubrovnik ist heute für 1300 Passagiere und 300 Pkw zugelassen. Sie verfügt über 459 Betten in 149 Kabinen sowie über 384 Ruhesessel. Zur Ausstattung gehören ein Restaurant mit 135 Plätzen, eine Cafeteria mit 224 Plätzen, ein Bar-Café mit 274 Plätzen, ein Kino mit 96 Plätzen, ein Video-Raum, ein Spielraum für Kinder, und Einkaufs-Arkaden. Das Schiff fuhr auf vielen Strecken entlang der dalmatinischen Küste, so u. a. zwischen Rijeka, Split, Stari Grad und Korčula und nach Bari und Ancona in Italien, es wird jedoch nach Einstellung der Küsteneillinie zwischen Rijeka und Dubrovnik vorwiegend auf der Strecke Split–Ancona eingesetzt.

### European Seaways:Prince
Im März 2023 wurde die Fähre nach Griechenland verkauft. Das in Prince umbenannte Schiff wurde unter die Flagge Panamas gebracht. Seit Juni 2023 wird die Fähre von European Seaways zwischen Brindisi in Italien und Vlora in Albanien eingesetzt.

## Technische Daten
Das Schiff wird von vier Achtzylinder-Schiffsdieselmotoren von MaK mit zusammen 13.248 kW Leistung angetrieben. Die Motoren wirken auf zwei Verstellpropeller. Die Höchstgeschwindigkeit des Schiffs beträgt rund 20 Knoten. Für die Stromerzeugung stehen drei von Allen-Dieselmotoren mit jeweils 650 kW Leistung und ein von einem Wärtsilä-Dieselmotor mit 1200 kW Leistung angetriebene Generatoren zur Verfügung. Das Schiff ist mit einem mit rund 710 kW Leistung angetriebenem Bugstrahlruder ausgestattet.
Die Fähre verfügt über ein durchlaufendes Fahrzeugdeck. Bei Bedarf stehen höhenverstellbare Decks zur Verfügung. Das durchlaufende Fahrzeugdeck ist über ein Bug- und eine Heckrampe zugänglich. Die Bugrampe befindet sich hinter einem nach oben aufklappbaren Bugvisier. Auf dem Fahrzeugdeck stehen 430 Spurmeter zur Verfügung, die maximale Durchfahrtshöhe beträgt 4,5 m. Bei Nutzung der höhenverstellbaren Decks können 320 Pkw befördert werden.
Die Passagierkapazität der Fähre war anfangs mit 1500 Personen angegeben. 540 Passagiere konnten in Kabinen untergebracht werden, für weitere 470 Passagiere standen Ruhesessel zur Verfügung. Die aktuelle Schiffsbeschreibung nennt 1300 Passagiere, für die 473 Betten in 156 Kabinen und 384 Ruhesessel zur Verfügung stehen.